# Десаи, Анита
Анита Мазумдар Десаи (англ. Anita Mazumdar Desai; род. 24 июня 1937, Массури, Британская Индия) — индийская писательница. В 2014 году награждена третьей по значимости правительственной наградой Индии Падма бхушан.

## Биография
Дочь бенгальца и немки, в доме говорили на немецком, бенгали, урду и английском. Читать и писать она научилась на английском, который и стал её литературным языком. Окончила университет в Дели. С 1993 года преподавала писательское мастерство в Массачусетском технологическом институте.

## Произведения
- Cry, The Peacock (1963)
- Fire on the Mountain (1977)
- Games at Twilight (1978)
- Clear Light of Day (1980)
- The Village By The Sea (1982)
- In Custody (1984, автобиогр. роман, экранизирован в 1993, Золотая медаль президента Индии)
- Baumgartner’s Bombay (1988)
- Journey to Ithaca (1995)
- Fasting, Feasting (1999)
- Diamond Dust and Other Stories (2000)
- The Zig Zag Way (2004)
- Hill of Silver, Hill of Lead (2005)

## Признание
Премия Национальной литературной академии США (1978). Член Американской академии искусства и литературы. Лауреат итальянской литературной премии Альберто Моравиа (2000), премии Гринцане Кавур (2005), Американской литературной премии ПЕН/Фолкнер (2012). Трижды входила в шорт-лист Букеровской премии. Букеровским лауреатом стала её дочь, Киран Десаи.